# Ectropothecium tamatavense
Ectropothecium tamatavense är en bladmossart som beskrevs av Brotherus in Voeltzkow 1908. Ectropothecium tamatavense ingår i släktet Ectropothecium och familjen Hypnaceae. Inga underarter finns listade i Catalogue of Life.